# Responsório

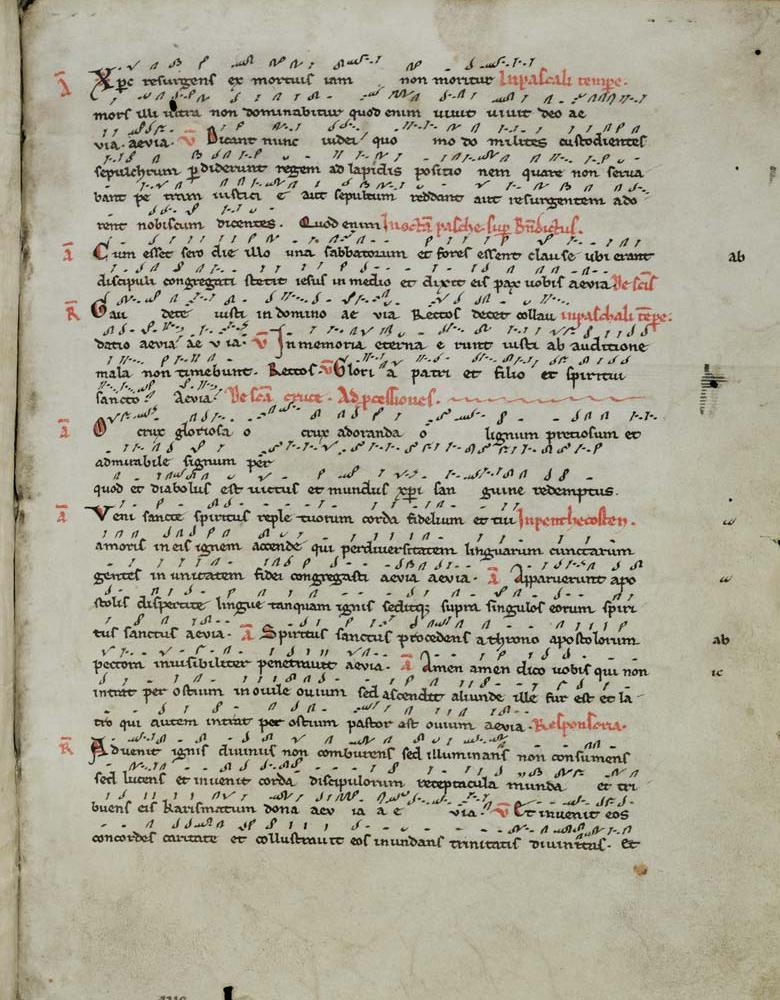
Antifonário de Hartker, parte do Ofício de Páscoa, com neumas, que são elementos básicos de sistemas de notação musical, principalmente no canto gregoriano, que surgiram antes da notação de cinco linhas que conhecemos hoje. Eles indicam a melodia, mas não necessariamente o ritmo ou notas exatas, e são um importante legado da música medieval

Responsório é uma forma de canto litúrgico onde um solista entoa versos que são respondidos (daí o nome) por um coro ou pela congregação. Sua estrutura varia conforme o texto, mas o aspecto de alterância entre um solo - às vezes um pequeno grupo - e um grande coro, é constante. A maioria dos responsórios tem um verso único que serve de refrão entre as intervenções do coro, mas em alguns casos o verso do solista pode variar. A forma do responsório foi adotada desde a Idade Média, sendo muito usada no canto gregoriano, e ao longo dos séculos foi gradualmente enriquecida com elementos harmônicos e polifônicos, podendo se tornar obras de grande envergadura e incorporar uma orquestra de apoio.